# Памятник Сергею Уточкину
Памятник Сергею Уточкину — бронзовый памятник пионеру российской авиации Сергею Уточкину, установленный в Одессе по адресу улица Дерибасовская, 22.

## Памятник
Памятник был открыт в 2001 году в дни празднования Дня города, который отмечается в Одессе 2 сентября. Монумент выполнен в виде бронзовой фигуры Сергея Уточкина в человеческий рост. Уточкин стоит на импровизированном балконе и мечтательно запускает бумажный самолётик. Памятник создан одесским скульптором А. П. Токаревым, автором ряда скульптур малых форм, украшающих улицы и парки Одессы. Скульптор рассказал о создании памятника: 

Я хотел изобразить образ мечты в состоянии полёта, Уточкина-мечтателя, возвышенного и отдаленного от всех. Уточкин не шёл в ногу со своим временем, он опережал его. И сейчас вряд ли его можно представить в нашей современности. Поэтому было сложно делать такого многогранного человека. Был соблазн сделать его в крагах, на велосипеде или мотоцикле. Но тогда подумают, что он велосипедист или мотоциклист. Все это было однобоким, не раскрывающим его. И я решил сделать одесского парнишку. Лепил его скульптуру с тех друзей и знакомых, которые ко мне заходили в мастерскую. Конечно, можно было бы изобразить его более взлохмаченным, суматошным. Но я думаю, этот образ оказался наиболее удачным и он понравился одесситам.

## Кинотеатр Кино-Уточ-Кино
Памятник расположен на площадке между лестничными маршами на фасаде здания, в котором располагался кинотеатр «Кино-Уточ-Кино», открытый родными братьями Сергея — Леонидом и Николаем. Они открыли кинотеатр или, как тогда говорили, «иллюзион» или «синему́», в 1913 году, чтобы помочь брату, оказавшемуся в бедственном финансовом положении. Это был один из первых кинотеатров в Одессе и во всей Российской империи. В 1916 году «Кино-Уточ-Кино» превратился в фешенебельный кинотеатр, на 339 зрителей. Одесская реклама в 1918 году так описывала кинотеатр: «Уют, матовый свет, центральная вентиляция, музыкальное трио, удобные кресла. Ежедневно первоклассная программа».
После установления в Одессе советской власти кинотеатр был национализирован. За годы нахождения у власти большевиков кинотеатр сменил множество названий — «Красный летун», «Красный железнодорожник», «имени Владимира Маяковского», но одесситы в обиходе продолжали именовать его «кинотеатром Уточкина». После распада СССР кинотеатр был приватизирован. В 1998 году в здании, где располагался кинотеатр, произошёл пожар, и кинотеатр закрылся. Новый владелец появился у здания в 2000 году. Он отреставрировал здание и вновь открыл кинотеатр, вернув его первоначальное название. Кинотеатр был закрыт в конце 2008 года. Представитель компании, владевшей кинотеатром, в интервью заявил, что «этот бизнес стал неинтересным после введения обязательного дубляжа фильмов на украинский язык». В помещении бывшего кинотеатра расположился ресторан и ночной клуб.